# GeeGun
Denis Aleksandrovich Ustimenko-Veinshtein (tiếng Nga: Денис Александрович Устименко-Вейнштеин; sinh ngày 2 tháng 8 năm 1985, Odessa), thường được biết đến với nghệ danh GeeGun, là một ca sĩ và rapper Nga.

## Tiểu sử
Vaynshtein sinh ngày 2 tháng 8 năm 1985 tại Odessa.
Ngày 30 tháng 6 năm 2017, anh phát hành album phòng thu thứ năm với tựa đề «Дни и ночи», gồm 12 bài hát.
Tháng 12 năm 2017, bằng đĩa đơn «Дни и ночи», GeeGun giành chiến thắng tại «VK Music Awards».
Ngày 8 tháng 6 năm 2018, tại lễ trao giải «МУЗ-ТВ», GeeGun đã được trao danh hiệu «dự án hip-hop của năm».
Ngày 25 tháng 7, bài hát «ДНК» nhận được 4 chứng nhận bạch kim; với 400,000 bản được bán ra.
Ngày 27 tháng 5 năm 2019, tại lễ trao giải âm nhạc RU.TV, GeeGun đã được đề cử tại hạng mục «dự án hip-hop tốt nhất».
Ngày 12 tháng 5 năm, 2020, GeeGun đã làm hòa các mâu thuẫn trước đây với nam rapper Timati.

## Đời tư
Ngày 27 tháng 7 năm 2011, anh chào đón sự ra đời của người con gái đầu lòng Ariela. Ngày 3 tháng 9 năm 2014, người con gái thứ hai Leya chào đời. Ngày 27 tháng 4 năm 2017, người con gái thứ ba Maya chào đời. Ngày 18 tháng 2 năm 2020, người con trai đầu lòng của anh David chào đời.

## Thành tích thể thao
Năm lên 7, anh bắt đầu tập luyện quyền Anh, Muay Thái & kickboxing. Anh là một bậc thầy kickboxing ở Ukraina. Cho đến hiện nay, GeeGun vẫn thường xuyên tham gia vào các hoạt động thể thao.

## Danh sách đĩa nhạc

### Album phòng thu
- 2012 — «Холодное сердце»
- 2013 — «Музыка. Жизнь.»
- 2015 — «Твой выбор»
- 2016 — «Джига»
- 2017 — «Дни и ночи»
- 2019 — «Край рая»

### Đĩa đơn
- 2012 — «Ты чемпион»
- 2012 — «Поиграем в любовь»
- 2012 — «Прогноз — зима» (feat. Теоны Дольниковой)
- 2012 — «О тебе» (feat. Artik)
- 2012 — «Тесно» (feat. Мулата)
- 2012 — «Деньги» (feat. Сосо Павлиашвили)
- 2012 — «Холодное сердце»
- 2012 — «Нас больше нет»
- 2013 — «На край света»
- 2013 — «Жизнь моя» (feat. Полины Скай)
- 2013 — «Береги любовь» (при уч. Лои)
- 2013 — «Держи меня за руку»
- 2014 — «#Надоподкачаться»
- 2015 — «Не со мной» (feat. Доминик Джокер)
- 2015 — «Ахумилительная туса»
- 2015 — «Я и ты»
- 2015 — «Любить больше нечем» (feat. Yulia Sevicheva)
- 2015 — «Дождь» (feat. MakSim)
- 2016 — «Любовь-наркоз» (feat. Stas Mikhaylov)
- 2016 — «Всё будет хорошо» (feat. Asti)
- 2016 — «Мелодия» (feat. Jah Khalib)
- 2016 — «Мой мир» (feat. Asti)
- 2016 — «Долетай» (feat. Саши Жемчуговой)
- 2016 — «До последнего вздоха» (feat. Basta)
- 2016 — «Нас больше нет»
- 2017 — «Дни и ночи»
- 2017 — «Лови меня»
- 2018 — «ДНК» (feat. Artyom Kacher)
- 2018 — «777»
- 2018 — «Молоды мы»
- 2018 — «На восьмом этаже»
- 2018 — «Наутро» (при уч. Grigory Leps)
- 2019 — «Голые ладони» (feat. Ганвест)
- 2019 — «Плавно»
- 2019 — «Таких не бывает» (feat. Artik & Asti)
- 2019 — «Я Буду…» (feat. Софии Берг)
- 2019 — «Кислород» (feat. Bahh Tee)
- 2020 — «Для неё» (feat. Зомб)
- 2020 — «Тайны»
- 2020 — «Jiggy» (Remix) (feat. Индаблэка)
- 2020 — «Khavchik» (feat. Timati & Danya Milokhin)
- 2020 — «Rolls Royce» (feat. Timati & Egor Kreed)
- 2021 — «На чиле» (feat. Egor Kreed, The Limba, Blago White, OG Buda, Timati, Soda Luv & Guf)
- 2022 — «Pime Time»
- 2023 — «Танцуй со мной» (feat. Mayot & Vacio)

## Danh sách video
| Năm                                       | Tựa đề                                        | Bảng xếp hạng       | Bảng xếp hạng      | Bảng xếp hạng         | Bảng xếp hạng    | Bảng xếp hạng      | Album           |
| Năm                                       | Tựa đề                                        | Russian radio chart | Moscow radio chart | Ukrainian radio chart | Kyiv radio chart | Latvia Radio Chart | Album           |
| ----------------------------------------- | --------------------------------------------- | ------------------- | ------------------ | --------------------- | ---------------- | ------------------ | --------------- |
| 2010                                      | «Холодное сердце» (feat. Anna Sedokova)       | 181                 | 198                | —                     | 28               | —                  | Холодное сердце |
| 2011                                      | «Отпусти» (feat. Yulia Savicheva)             | 8                   | 13                 | 7                     | 6                | 8                  | Холодное сердце |
| 2011                                      | «Ты рядом» (feat. Jeanna Friske)              | 71                  | —                  | 27                    | 37               | 9                  | Холодное сердце |
| 2012                                      |                                               |                     |                    |                       |                  |                    | Холодное сердце |
| «Нас больше нет»                          | 23                                            | 34                  | 16                 | 18                    | 14               |                    | Холодное сердце |
| «Держи меня за руку»                      | 104                                           | —                   | —                  | —                     | —                | Музыка. Жизнь.     |                 |
| 2013                                      | «На край света»                               | 132                 | —                  | —                     | —                | Музыка. Жизнь.     | —               |
| 2013                                      | «Береги любовь» (feat. Лоя)                   | 149                 | —                  | —                     | —                | Музыка. Жизнь.     | —               |
| 2014                                      | «Небо» (feat. Asti)                           | 169                 | —                  | —                     | —                | Музыка. Жизнь.     | —               |
| 2014                                      | «Любить Больше Нечем» (feat. Yulia Savicheva) | 5                   | 15                 | —                     | —                | 5                  | Твой Выбор      |
| 2015                                      | «Я и ты»                                      | 181                 | 8                  | —                     | —                | 8                  | Твой Выбор      |
| 2017                                      | «Дни и ночи»                                  | 85                  | 56                 | 33                    | —                | —                  | Дни и ночи      |
| «—» biểu thị bài hát không được xếp hạng. |                                               |                     |                    |                       |                  |                    |                 |

- 2007 — «Baby Boy» (feat. RI & XL Deluxe)
- 2008 — «Грязные шл**ки» (feat. Timati & Титомир)
- 2009 — «Всё ровно» (feat. DJ Nik-One & Smoky Mo)
- 2009 — «Одноклассница» (feat. Timati)
- 2010 — «Холодное сердце» (feat. Anna Sedokova)
- 2010 — «Одесса-мама»
- 2010 — «Мои мысли» (feat. Мулат)
- 2011 — «Отпусти» (feat. Yulia Savicheva)
- 2011 — «Будь собой» (with Black Star Mafia)
- 2011 — «Ты рядом» (feat. Jeanna Friske)
- 2012 — «Ты чемпион»
- 2012 — «Карнавал» (feat. Дискотека Авария & Вика Крутая)
- 2012 — «Нас больше нет»
- 2012 — «Тесно» (feat. Мулат)
- 2012 — «Глаза» (feat. Artik)
- 2012 — «Tattoo» (with Black Star Mafia)
- 2012 — «Держи меня за руку»
- 2013 — «Туса» (with Black Star Mafia)
- 2013 — «На край света»
- 2013 — «Встреча» (feat. Таня Терёшина)
- 2013 — «Жизнь моя» (feat. Полина Скай)
- 2013 — «Береги любовь» (feat. Лоя)
- 2014 — «#Надо подкачаться»
- 2014 — «Небо» (feat. Asti)
- 2014 — «Любить больше нечем» (feat. Yulia Savicheva)
- 2015 — «Время похудеть»
- 2015 — «Твой Выбор»
- 2015 — «Я и ты»
- 2015 — «Ахумилительная туса»
- 2015 — «Дождь» (feat. MakSim)
- 2016 — «Любовь—наркоз» (feat. Stas Mikhaylov)
- 2016 — «Всё будет хорошо» (feat. Asti)
- 2016 — «Должен сиять»
- 2016 — «Карма»
- 2016 — «Готов на всё» (feat. Базиль)
- 2016 — «Бентли»
- 2016 — «Долетай» (feat. Sasha Zhemchugova)
- 2017 — «Мелодия» (feat. Jah Khalib)
- 2017 — «Дни и ночи»
- 2017 — «Больше чем жизнь»
- 2018 — «ДНК» (feat. Artyom Kacher)
- 2018 — «Молоды мы»
- 2018 — «На восьмом этаже»
- 2019 — «Плавно»
- 2019 — «Таких не бывает» (feat. Artik & Asti)
- 2019 — «Я Буду…» (при уч. София Берг)
- 2019 — «Кислород» (feat. Bahh Tee)
- 2020 — «Тайны»
- 2020 — «Хавчик» (feat Timati & Danya Milokhin)
- 2020 — «Rolls Royce» (feat. Timati & Egor Kreed)
- 2021 — «На чиле» (feat. Egor Kreed, The Limba, blago white, OG Buda, Timati, Soda Luv & Guf)

### Vai khách mời trong video âm nhạc của nghệ sĩ khác
- Timati — «Звездопад»
- YurKiss — «Бабки есть»
- Egor Kreed, Dzharakhov & Buster — «Самый худший трек»
- Doni, Harrt & Dj Daveed — «Лучшая попса»
- Egor Kreed — «We Gotta Get Love»

## Nhạc phim
- 2012 — «Ты чемпион» (OST «Goon»)